# Vignonet
Vignonet – miejscowość i gmina we Francji, w regionie Nowa Akwitania, w departamencie Żyronda.
Według danych na rok 1990 gminę zamieszkiwały 582 osoby, a gęstość zaludnienia wynosiła 140 osób/km² (wśród 2290 gmin Akwitanii Vignonet plasuje się na 658. miejscu pod względem liczby ludności, natomiast pod względem powierzchni na miejscu 1476.).